# Amphinemura licenti
Amphinemura licenti är en bäcksländeart som först beskrevs av Wu, C.F. 1938.  Amphinemura licenti ingår i släktet Amphinemura och familjen kryssbäcksländor. Inga underarter finns listade i Catalogue of Life.